# Conescharellina ovalis
Conescharellina ovalis är en mossdjursart som beskrevs av Harmer 1957. Conescharellina ovalis ingår i släktet Conescharellina och familjen Biporidae. Inga underarter finns listade i Catalogue of Life.